# 球春みやざきベースボールゲームズ
球春みやざきベースボールゲームズ（きゅうしゅん みやざき ベースボールゲームズ）は、日本野球機構管轄プロ野球を中心に、宮崎県でキャンプを張る野球チームによる練習試合シリーズである。

## 概要
2015年創設。宮崎県、宮崎市、日南市、西都市、日向市、串間市とそれぞれの教育委員会・観光協会、宮崎観光コンベンション協会などで構成する実行委員会が主催、並びに当該地域でキャンプを張る日本プロ野球の各球団の主管・協力により開催されており、日本プロ野球チーム同士の対戦に加え、国外キャンプを行う韓国野球委員会との交流戦が開催される。
2016年のみ、土・日に開催される試合については内野席（一部外野席解放あり）を有料試合として施行した（未就学児は基本無料。但し座席を必要とする場合は有料）。

## 各年の参加チームと大会概要

### 2015年
- 参加チーム：東北楽天ゴールデンイーグルス、埼玉西武ライオンズ、千葉ロッテマリーンズ、オリックス・バファローズ、福岡ソフトバンクホークス、斗山ベアーズ
- 会期：2015年2月24日・2月25日（2月26日も予定されていたが荒天のため中止）
- 会場：アイビースタジアム、SOKKENスタジアム、KIRISHIMA・サンマリンスタジアム宮崎

### 2016年
- 参加チーム：2015年と同じ6チーム
- 会期：2016年2月23日 - 2月28日（26日は予備日）
- 会場：アイビースタジアム、SOKKENスタジアム、KIRISHIMA・サンマリンスタジアム宮崎、日向市お倉ヶ浜総合公園野球場、日向市大王谷運動公園野球場

### 2017年
- 参加チーム：前年の6チームとハンファ・イーグルス
- 会期：2017年2月28日 - 3月3日
- 会場：アイビースタジアム、SOKKENスタジアム、宮崎市清武総合運動公園第2野球場

### 2018年
- 参加チーム：ハンファを除く前年の6チーム
- 会期：2018年2月27日 - 3月1日
- 会場：アイビースタジアム、SOKKENスタジアム、サンマリンスタジアム宮崎

### 2019年
- 参加チーム：前年の6チーム
- 会期：2019年2月26日 - 3月3日
- 会場：アイビースタジアム、SOKKENスタジアム、サンマリンスタジアム宮崎

### 2020年
- 参加チーム：埼玉西武ライオンズ、千葉ロッテマリーンズ、オリックス・バファローズ、福岡ソフトバンクホークス、斗山ベアーズ
- 会期：2020年2月24日 - 2月27日
- 会場：アイビースタジアム、SOKKENスタジアム、サンマリンスタジアム宮崎

### 2021年
- 参加チーム：埼玉西武ライオンズ、千葉ロッテマリーンズ、オリックス・バファローズ、福岡ソフトバンクホークス
- 会期：2021年2月23日 - 2月25日
- 会場：アイビースタジアム、SOKKENスタジアム

### 2022年
- 参加チーム：前年の4チーム
- 会期：2022年2月22日 - 2月24日
- 会場：アイビースタジアム、SOKKENスタジアム

### 2023年
- 参加チーム：前年の4チーム
- 会期：2023年2月28日 - 3月2日
- 会場：アイビースタジアム、SOKKENスタジアム

### 2024年
- 参加チーム：埼玉西武ライオンズ、千葉ロッテマリーンズ、オリックス・バファローズ、福岡ソフトバンクホークス、斗山ベアーズ
- 会期：2024年2月27日 - 2月29日
- 会場：アイビースタジアム、SOKKENスタジアム、サンマリンスタジアム宮崎

### 2025年
- 参加チーム：埼玉西武ライオンズ、千葉ロッテマリーンズ、オリックス・バファローズ、福岡ソフトバンクホークス、斗山ベアーズ、ロッテ・ジャイアンツ
- 会期：2025年2月26日 - 3月2日
- 会場：アイビースタジアム、SOKKENスタジアム、サンマリンスタジアム宮崎、都城運動公園野球場